# Тоттенгем Готспур
То́ттенгем Го́тспур (англ. Tottenham Hotspur FC) — англійський футбольний клуб, бере участь в англійській Прем'єр-лізі. Заснований 1882 року. Клуб зазвичай називають «шпори» (spurs). Стадіон клубу — «Тоттенгем Готспур» — розташований у районі Гарінгей — північній частині Лондона. За свою більш ніж столітню історію клуб став одним з найтитулованіших на Туманному Альбіоні. Девіз клубу — Audere est Facere («Зважити — означає зробити»).
«Тоттенгем Готспур» першим з англійських клубів у XX столітті зробив золотий дубль, вигравши чемпіонат і Кубок Англії в сезоні 1960/1961. 1963 року «шпори» стали першим британським клубом, що виграв європейський кубок — Кубок володарів Кубків.
«Тоттенгем» традиційно змагається з найближчим сусідом — «Арсеналом»: матчі між цими командами називають «Північне лондонське дербі».

## Історія

### Заснування
Історія клубу почалася 5 вересня 1882 року. Декілька учнів однієї з місцевих шкіл вирішили заснувати свою футбольну команду. Вони були членами крикетного клубу, але сезон в крикеті вже закінчувався, а їм хотілося пограти ще в що-небудь. Первинний офіс молодого клубу під назвою «Готспур» знаходився в Асоціації молодих християн. З 1884 року клуб отримав свою сьогоднішню назву «Тоттенгем Готспур», щоб клуб не плутали з іншою командою — «Лондон Готспур».

### 1887—1919
Перший офіційно зареєстрований матч «Тоттенгем» провів проти клубу «Дайал Сквер» — майбутнього «Арсеналу». Гра так і не закінчилася через темряву, але на момент її закінчення рахунок був 2:1 на користь «Тоттенгема». Перший офіційний матч в рамках першості Англії провів 24 вересня 1892 року в першості Південного альянсу: був переможений «Політехнік» з рахунком 2:1. 1899 року «шпори» переїхали до Гань Роуд. Надалі це місце стало називатись «Вайт Гарт Лейн». У 1900 команда виграла Кубок Південної ліги, який дозволив «Тоттенгему» зіграти в Кубку Англії. Тоді «шпори» дійшли до фіналу. Їх суперником був «Шеффілд Юнайтед». Матч відбувся на стадіоні Крістал Пелеса, яки закінчився тоді 2-2. Перегравання пройшло в Болтоні, матч закінчився з рахунком 3-1 на користь команди із Лондона.
У 1908 році «Тоттенгем» потрапив в другий дивізіон і зайняв там друге місце, вийшовши в перший дивізіон. Там він зайняв 15-е місце (із 20). 1915 року «Тоттенгем» зайняв останнє місце і вирушив у другий дивізіон. Але тут почалася війна…
У 1919 після війни вищу лігу сформували заново і вирішили збільшити число її членів до 22, серед яких повинен був бути «Тоттенгем», але це місце віддали «Арсеналу». Говорять, це сталося через те що власник «Арсеналу» був знайомий з главою ФА. «Тоттенгем» вирушив у другий дивізіон.

### 1919—1958
Турнір в другому дивізіоні «Тоттенгем» виграв, поставивши декілька рекордів. А в 1920 році взяв вдруге Кубок Англії вигравши 1-0 у «Вулвергемптон Вондерерз».
У 1928 році «Тоттенгем» вилетів з ліги. 1933 року «шпори» повернулися в лігу на два роки. У першому сезоні вони несподівано зайняли третє місце. Але наступного року — останнє місце, і клуб повернувся в другий дивізіон.

Логотип клубу 1955—1983

Зліт команди пов'язаний з ім'ям Артура Роува, який очолив клуб в 1949 році. Він придумав тактику «бий-біжи». В які, гравець, прийнявши м'яч, повинен був швидко віддати його партнерові й бігти на вільне місце, чекаючи у відповідь пасу. До такої тактики англійські клуби виявилися не готові, і «Тоттенгем» легко виграв розіграш другого дивізіону в 1950 році, вийшовши у вищу лігу.
Команда невпевнено стартувала, але потім взяла сім перемог поспіль. У тому сезоні Тоттенгем сенсаційно виграв чемпіонат. У наступному сезоні команда посіла друге місце.
Але надалі команда почала грати гірше. Це було пов'язано з тим, що революційну тактику перейняли й інші клуби Англії. «Тоттенгем» зайняв спочатку 10-е, а потім і 16-е місця. Роув намагався стряхнути команду, але у нього не вийшло. 1954 року у тренера стався важкий нервовий розлад, і він покинув свій пост. Команду очолив Джиммі Андерсон, під керівництвом якого команда добилася двох медалей чемпіонату Англії.

### 1958—1974: «Епоха Білла Ніка»

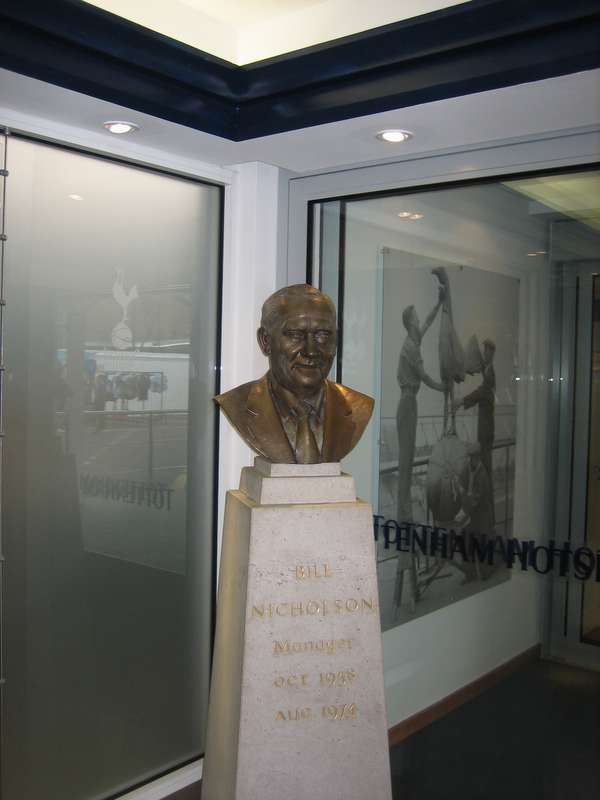
Бюст Біла Ніколсона на «Вайт Гарт Лейн»

У 1958 році команду очолив Білл Ніколсон. Він змінив на цій посаді Джиммі Андерсона, під керівництвом якого команда виступала невдало. Вже в першому матчі був обіграний «Евертон» — 10:4. Ніколсону вдалося залишити клуб у вищому дивізіоні, а в наступному сезоні — виграти бронзові медалі чемпіонату.
Тренер вирішив досягти нові вершини, але для цього треба було підсилити команду. Тому були куплені три сильні шотландські гравці: Дейв Макай, Джон Вайт і Білл Браун, а наприкінці 1961 року в клуб перейшов один з сильних гравців того часу — Джиммі Грівз, якого придбали за 99 999 фунтів.
Результати не змусили себе чекати: «Тоттенгем» виграв чемпіонат 1961 року. Вже на старті команда виграла 11 матчів підряд. Надалі «Тоттенгем» поставив ще декілька рекордів першого дивізіону: різниця забитих і пропущених м'ячів +60 (115-55), 31 перемога в чемпіонаті, з яких 16 — в гостях. Клуб виграв і Кубок Англії. У фіналі перемогли «Лестер Сіті». Таким чином клуб першим в XX столітті зробив золотий дубль, вигравши й чемпіонат, і Кубок Англії.
Завдяки цьому успіху клуб стартував в Кубку європейських чемпіонів. Тоді дійшли півфіналу.
У 1962 році була завойована бронзова медаль і два кубки — Англії (у фіналі переможений «Бернлі» — 3:1) і Кубок володарів кубків.

##### Кубок володарів кубків 1962/63
У 1963 році взяли срібну медаль чемпіонату. У Кубку володарів кубків клуб вилетів на першій же стадії (2:0 і 1:4 з «Манчестер Юнайтед»). Найкращі гравці клубу — Бланчфлауер, Макай і Вайт завершили свої кар'єри (Джон Уайт загинув в результаті удару блискавки), і «Тоттенгем» почав поступове падати. Бачивши це, були придбані нові гравці — воротар Пет Дженнінгс, захисники Майк Інгленд і Сіріл Ноулс, півзахисник Алан Маллері. З новою командою Ніколсон виграв бронзову медаль (поступившись срібним призерам — «Ноттінгем Форест» лише по співвідношенню забитих і пропущених м'ячів), а також виграв Кубок Англії. У фіналі був обіграний «Челсі»- 2:1.

##### Кубок УЄФА 1971/1972
У «Тоттенгема» практично не було серйозних суперників. Лише у півфіналі вони зіграли з «Міланом». У фіналі «Тоттенгем» спокійно переміг «Вулверхемптон». Як володар Кубка «шпори» взяли участь і в наступному його розіграші. Лише у півфіналі їх зупинив «Ліверпуль». 1973 року, удруге перемігши в Кубку ліги, клуб знов стартував в Кубку УЄФА. «Тоттенгем» без особливих зусиль дійшов до фіналу, де зустрівся з «Феєнордом». У Лондоні команди зіграли внічию — 2:2. У відповідь матч в Роттердамі перетворився на кошмар. «Тоттенгем» програв 0:2, а його фанати чинили масові безлади в місті. Масові бійки почалися ще до початку гри. Понад двісті уболівальників нідерландського клубу отримали поранення. Але найгіршим було те, що після роттердамських подій у відставку пішов Білл Ніколсон.

### 1974—1991
Новим головним тренером керівництво клубу призначило Террі Ніла який прийшов з «Арсеналу» Під керівництвом Ніла «Тоттенгем» всього за два сезони покинув перший дивізіон. 1976 року Ніла відправили у відставку, а на його місце прийшов Кіт Беркіншоу, який повернув клуб в еліту. 1983 року «Тоттенгем» вдруге взяв Кубок УЄФА, перемігши в фіналі «Андерлехт».
За декілька тижнів до перемоги в Кубку УЄФА Беркіншоу оголосив про свою відставку. «Шпори» втратили тренера, який знов зробив «Тоттенгем» успішним. Новим тренером став Пітер Шрівс, а президентом — Ірвін Скьолер. У першому сезоні Шрівсу вдалося утримати клуб в першій трійці, але потім почалося падіння. 1986 року клуб очолив Девід Пліт. Сезон почався дуже непогано. Але після програшів в півфіналі Кубка Ліги й в Кубку Англії, сезон завершився невдачею. Пліт пішов у відставку восени 1987 року.

### 2002 «Епоха Деніеля Леві»
З лютого 2001-го контрольний пакет акцій (60 %) клубу викупив британець єврейського походження Джо Льюїс, який зробив статки за рахунок валютних махінацій під час «Чорної середи». Головою правління клубу було призначено мінорного власника (25 %) Даніеля Леві.
У 2014 році головним тренером команди став аргентинець Маурісіо Почеттіно. Під його керівництвом у сезоні 2018/19 клуб вперше вийшов у фінал Ліги чемпіонів УЄФА.

## Досягнення

### Чемпіонат Англії
- Чемпіон Англії (2) — 1951, 1961.
- Віце-чемпіон Англії (5) — 1922, 1952, 1957, 1963, 2017.
- Переможець Другого дивізіону Футбольної ліги (2) — 1920, 1950.
- Віце-чемпіон Другого дивізіону Футбольної ліги (2) — 1909, 1933.

### Кубкові змагання
- Володар Кубка Англії (8) — 1901, 1921, 1961, 1962, 1967, 1981, 1982, 1991.
- Фіналіст Кубка Англії (1) — 1987.
- Володар Суперкубка Англії (7) — 1921, 1951, 1961, 1962, 1967, 1981, 1991.
- Фіналіст Суперкубка Англії — 1920, 1982.
- Володар Кубка англійської ліги (4) — 1971, 1973, 1999, 2008.
- Фіналіст Кубка англійської ліги (5) — 1982, 2002, 2009, 2015, 2021.

### Міжнародні турніри
- Володар Кубка володарів кубків (1) — 1963.
- Володар Кубка УЄФА/Ліги Європи УЄФА (3) — 1972, 1984, 2025.
- Фіналіст Кубка УЄФА (1) — 1974.
- Фіналіст Ліги чемпіонів УЄФА (1) — 2019.
- Фіналіст Суперкубка УЄФА (1) — 2025.

## Склад команди
Станом на 14 серпня 2025
| №  | Поз. | Нац.       | Гравець                              |
| -- | ---- | ---------- | ------------------------------------ |
| 1  | ВР   | Італія     | Гульєльмо Вікаріо                    |
| 3  | ЗХ   | Румунія    | Раду Дрегушін                        |
| 4  | ЗХ   | Австрія    | Кевін Дансо                          |
| 6  | ПЗ   | Португалія | Жуан Пальїнья (в оренді з «Баварії») |
| 8  | ПЗ   | Малі       | Ів Біссума                           |
| 9  | НП   | Бразилія   | Рішарлісон                           |
| 10 | ПЗ   | Англія     | Джеймс Меддісон                      |
| 11 | НП   | Франція    | Матіс Тель                           |
| 13 | ЗХ   | Італія     | Дестіні Удоджі                       |
| 14 | ПЗ   | Англія     | Арчі Грей                            |
| 15 | ПЗ   | Швеція     | Лукас Бергвалль                      |
| 17 | ЗХ   | Аргентина  | Крістіан Ромеро                      |
| 19 | НП   | Англія     | Домінік Соланке                      |

| №  | Поз. | Нац.       | Гравець           |
| -- | ---- | ---------- | ----------------- |
| 20 | НП   | Гана       | Мохаммед Кудус    |
| 21 | НП   | Швеція     | Деян Кулушевскі   |
| 22 | НП   | Уельс      | Бреннан Джонсон   |
| 23 | ЗХ   | Іспанія    | Педро Порро       |
| 24 | ЗХ   | Англія     | Джед Спенс        |
| 27 | НП   | Ізраїль    | Манор Соломон     |
| 28 | НП   | Франція    | Вілсон Одобер     |
| 29 | ПЗ   | Сенегал    | Пап Матар Сарр    |
| 30 | ПЗ   | Уругвай    | Родріго Бентанкур |
| 31 | ВР   | Чехія      | Антонін Кінський  |
| 33 | ЗХ   | Уельс      | Бен Дейвіс        |
| 37 | ЗХ   | Нідерланди | Мікі ван де Вен   |
| 40 | ВР   | США        | Брендон Остін     |
| 44 | НП   | Англія     | Дейн Скарлетт     |

## Усі тренери
| - 1898 Франк Бреттелл - 1899 Джон Камерон - 1907 Фред Кіркгем - 1912 Пітер Маквільям - 1927 Біллі Мінтер - 1930 Персі Сміт - 1935 Воллі Гардіндж (в.о.) - 1935 Джек Тресадерн - 1938 Пітер Маквільям - 1942 Артур Тернер - 1946 Джо Галм - 1949 Артур Ров - 1955 Джиммі Андерсон - 1958 Білл Ніколсон |  | - 1974 Террі Ніл - 1976 Кіт Беркіншоу - 1984 Пітер Шріс - 1986 Девід Пліт - 1987 Тревор Гартлі і Даг Лівермор (в.о.) - 1987 Террі Венейблз - 1991 Пітер Шрівс - 1992 Даг Лівермор і Рей Клеменс - 1993 Освальдо Арділес - 1994 Стів Перрімен (в.о.) - 1994 Джеррі Френсіс - 1997 Кріс Г'ютон (в.о.) - 1997 Крістіан Гросс - 1998 Девід Пліт (в.о.) |  | - 1998 Джордж Грем - 2001 Девід Пліт (в.о.) - 2001 Гленн Годдл - 2003 Девід Пліт (в.о.) - 2004 Жак Сантіні - 2004 Мартін Йол - 2007 Хуанде Рамос - 2008 Гаррі Реднапп - 2012 Андре Віллаш-Боаш - 2013 Тім Шервуд - 2014 Маурісіо Почеттіно - 2019 Жозе Моурінью - 2021 Раян Мейсон (в.о.) - 2021 Нуну Ешпіріту Санту - 2021 Антоніо Конте |  |

## Відомі вболівальники
За «Тоттенгем» вболівають відомі кіноактори Джуд Лоу, Том Голланд, Руперт Ґрінт, Марк Волберг. Музиканти Adele, Jessie J, Філ Коллінз, Емма Бантон, Джеймс Райтон з гурту Klaxons, Джонні Бакленд — гітарист гурту Coldplay, і британський рок-гурт Status Quo всім складом. Також вболіває шведський хокеїст Петер Форсберг і колишній канадський професійний баскетболіст Стів Неш, відомий американський реслер Джон Сіна, і ірландський реслер Принц Девітт, Лора Кенні — британська велогонщиця.